# Jang Mi-ran

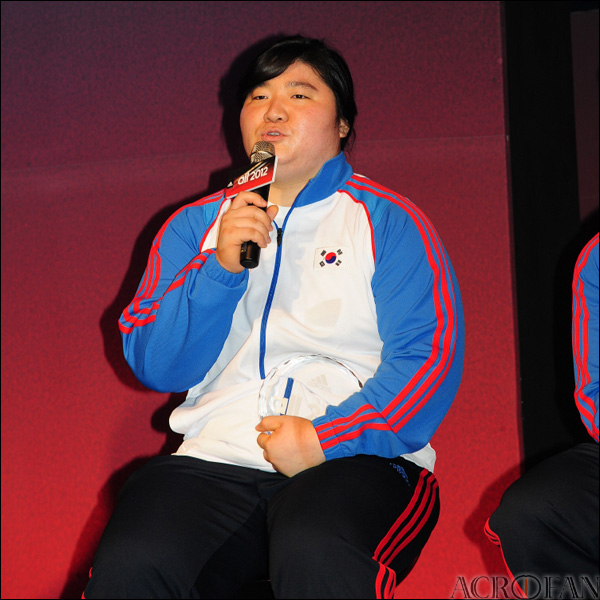
Jang Mi-ran (2012)

Jang Mi-ran (* 9. Oktober 1983 in Wonju) ist eine südkoreanische Gewichtheberin.

## Werdegang
Jang Mi-ran ist seit ihrem 14. Lebensjahr Gewichtheberin. Die 1,80 m große Athletin wiegt ca. 130 kg; nach Angaben des Veranstalters der Olympischen Sommerspiele 2008 wog die 1,71 m große Athletin damals ca. 117 kg. Unter ihrem Trainer Yeom Dongchul wuchs sie bereits mit 18 Jahren in die Weltklasse hinein. Großes Pech hatte sie bei den Olympischen Spielen 2004 in Athen. Nach dem Reißen lag sie mit 7,5 kg vor der Chinesin Tang Gonghong, die sie aber mit einer besonderen Leistung im Stoßen noch überholte. Allerdings war der Versuch der Chinesin nicht ganz korrekt, denn diese schaffte es nicht, wie im Reglement vorgeschrieben, die Füße mit dem über dem Kopf gehaltenen Gewicht parallel nebeneinander zu stellen. Das Kampfgericht wertete den Versuch der Chinesin trotzdem als gültig, und Jang musste mit der Silbermedaille zufrieden sein. Im Jahr 2006 erzielte sie bei einer Veranstaltung im südkoreanischen Wonju mit 318 kg einen neuen Weltrekord im Zweikampf.
Jang Mi-ran wurde auch in den Jahren 2006 in Santo Domingo und 2007 in Chiang Mai/Thailand jeweils Weltmeisterin im Zweikampf. Sie schlug dabei beide Male die Chinesin Mu Shuangshuang. 2006 erzielten beide Athletinnen im Zweikampf 314 kg und 2007 319 kg. Jang gewann jeweils aufgrund ihres geringeren Körpergewichtes.

### Internationale Erfolge/Mehrkampf
(OS = Olympische Spiele, WM = Weltmeisterschaft, KG = Körpergewicht)
- 2001, 3. Platz, Jun.-WM in Thessaloniki, über 75 kg KG, mit 250 kg, hinter Cheryl Haworth, USA, 275 kg und Viktória Varga, Ungarn, 260 kg,
- 2003, 5. Platz, WM in Vancouver, über 75 kg KG, mit 272,5 kg, hinter Ding Meiyuan, China, 300 kg, Albina Chomitsch, Russland, 290 kg, Olha Korobka, Ukraine, 277,5 kg und Viktória Varga, Ungarn, 272,5 kg;
- 2004, Silbermedaille, OS in Athen, über 75 kg KG, mit 302,5 kg, hinter Tang Gonghong, China, 305 kg und vor Agata Wrobel, Polen, 290 kg;
- 2005, 1. Platz, WM in Doha, S, mit 300 kg, vor Mu Shuangshuang, China, 300 kg und Cheryl Haworth, 287,5 kg:
- 2006, 1. Platz, Dreiländerkampf Südkorea-China-Japan in Wonju/Südkorea, über 75 kg KG, mit 318 kg (Weltrekord)
- 2006, 2. Platz, Asienspiele in Doha, über 75 kg KG, mit 313 kg (135 kg/178 kg), hinter Mu Shuangshuang, 317 kg (139 kg/178 kg) und Moontar Annipa, Thailand, 265 kg (117 kg/148 kg);
- 2006, 1. Platz, WM in Santo Domingo, über 75 kg KG, mit 314 kg (135 kg/179 kg), vor Mu Shuangshuang, China, 314 kg (136 kg/178 kg) und Olha Korobka, Ukraine, 284 kg (127 kg/157 kg);
- 2007, 1. Platz, WM in Chiang Mai/Thailand, über 75 kg KG, mit 319 kg (138 kg/181 kg), vor Mu Shuangshuang, 319 kg (139 kg/180 kg) und Olha Korobka, 281 kg (126 kg/155 kg)
- 2008, Goldmedaille OS in Peking, über 75 kg KG, mit 326 kg (Weltrekord) (140 kg/186 kg) vor Olha Korobka, Ukraine, 277 kg und Marija Grabowezkaja, Kasachstan, 270 Kilogramm

### Medaillen Einzeldisziplinen
(bei Olympischen Spielen werden keine WM-Medaillen mehr vergeben)
- WM-Goldmedaille: 2005, Stoßen, 172 kg, 2006, Stoßen, 179 kg, 2007, Stoßen, 181 kg
- WM-Silbermedaille: 2005, Reißen, 128 kg, 2006, Reißen, 135 kg, 2007, Reißen, 138 kg
- WM-Bronzemedaille: 2003, Stoßen, 157,5 kg

### Weltrekorde
(im Schwergewicht, über 75 kg Körpergewicht erzielt)
Mit ihrer Leistung bei den Olympischen Sommerspielen am 16. August 2008 stellte sie drei Weltrekorde auf, die zugleich olympische Rekorde darstellten:
- 140 kg im Reißen
- 186 kg im Stoßen
- 326 kg im Zweikampf

Zuvor hatte sie bereits vom 22. Mai 2005 bis 5. Dezember 2006 den Weltrekord im Reißen mit 138 kg gehalten, den die Chinesin Mu Shuangshuang am 6. Dezember 2006 um 1 kg verbesserte. Ihr alter Zweikampf-Weltrekord von 318 kg hatte vom 22. Mai 2005 bis zum 25. September 2007 Bestand; auch diesen Rekord verbesserte Mu Shuangshuang um 1 kg.
Der Weltrekord im Reißen wurde seit September 2010 von Tatiana Kashirina siebenmal verbessert auf derzeit (März 2013) 151 kg, erzielt bei den Olympischen Spielen in London am 5. August 2012.
Den Weltrekord im Stoßen steigerte Jang selbst am 28. November 2009 um 1 kg und verlor ihn am 9. November 2012 an die Chinesin Suping Meng mit 188 kg (Stand: März 2013).
Der Zweikampf-Weltrekord wurde am 13. November 2011 von der Chinesin Lulu Zhou auf 328 kg gesteigert und bei den Olympischen Spielen in London am 5. August 2012 zunächst von Kashirina auf 332 kg und danach von Zhou auf 333 kg verbessert (Stand: März 2013).